# Base de Sandia
La base de Sandia était la principale installation d'armes nucléaires du ministère de la Défense des États-Unis de 1946 à 1971. Cette infrastructure était situé à la limite sud-est d'Albuquerque, au Nouveau-Mexique. Pendant 25 ans, la base top secrète de Sandia et son installation subsidiaire, la base de Manzano, ont poursuivi la recherche, le développement, la conception, et les tests et d'armes atomiques, projet commencé par le projet Manhattan pendant la Seconde Guerre mondiale. La fabrication, l’assemblage et le stockage des armes nucléaires étaient également effectués à la base de Sandia. Elle a joué un rôle clé dans la capacité de dissuasion nucléaire des États-Unis pendant la guerre froide. En 1971, elle a fusionnée avec la base aérienne de Kirtland.

## Géographie
La base de Sandia était située à environ 35° 02' 25" N, 106° 32' 59" O à une altitude de 1644 m au-dessus du niveau de la mer. Elle se trouvait dans le quadrant sud-est d'Albuquerque, délimité approximativement par le Louisiana Boulevard SE et la base aérienne de Kirtland à l'ouest, l’Eubank Avenue SE et les montagnes Sandia à l'est, et Isleta Pueblo Lands au sud. Il y avait deux postes de sécurité sur Gibson Avenue SE et Wyoming Boulevard SE.

## Débuts
La base a été créée sur le site autrefois occupé par Oxnard Field, le principal aéroport d'Albuquerque. Un aéroport concurrent a absorbé la majeure partie du trafic local dans les années 1930. L'armée américaine a acheté le terrain après 1939 et y a construit ces laboratoires.

## Transition vers des activités liées aux armes nucléaires

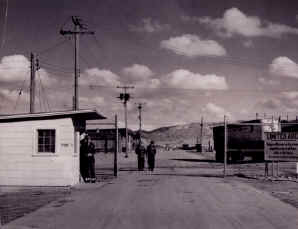
Ancien poste de sécurité à la base de Sandia, probablement sur Gibson Avenue.

Leslie Groves et Robert Oppenheimer ont dû relever le défi de conception de la bombe en très peu de temps. Un problème sérieux auquel ils ont dû faire face était de recruter de nombreux scientifiques et techniciens hautement qualifiés . Les solutions apportées  ont conduit à la transformation de l’ancien champ d’Oxnard d’Albuquerque en la principale installation d’armes nucléaires du pays.
L'ingénierie de la bombe atomique a été réalisée par la division Z, nommée d'après son directeur, le Dr Jerrold R. Zacharias de Los Alamos. La division Z a été conçue comme une branche de conception, de test et d'assemblage de l’arme. Cependant, l’espace était limité à Los Alamos. De plus, les membres de la division Z devaient travailler en étroite collaboration avec l’armée américaine. Ainsi, la décision a été prise de déplacer la division Z vers l'ancien Oxnard Field. Cette division était initialement située à Wendover Field, dans l'Utah, mais a été déplacée à Oxnard Field, au Nouveau-Mexique, en septembre 1945 pour être plus proche de Los Alamos. En 1946, le site était appelé « base de Sandia » d'après les montagnes Sandia voisines.
En janvier 1947, le reste de la division Z acheva son déplacement vers la base de Sandia. Le même mois, le secrétaire à la Guerre Robert P. Patterson et le secrétaire à la Marine James V. Forrestal créèrent le Projet d'armes spéciales des forces armées (AFSWP) pour assumer toutes les fonctions militaires du district d'ingénierie de Manhattan. En 1947, au milieu de nombreuses spéculations publiques sur ce qui se passait à la base de Sandia, l'armée se contenta de dire que les activités de la base de Sandia étaient secrètes en vertu de la loi sur l'énergie atomique. Lorsque le secrétaire de l'armée Kenneth Claiborne Royall a visité la base de Sandia en 1948, il a faussement annoncé que le développement de « missiles guidés » était en cours sur la base.

## L’AFSWP
L'AFSWP a été chargée de s'acquitter de toutes les fonctions militaires liées à l'énergie atomique en coordination avec la Commission de l'énergie atomique. Le général Groves fut placé à la tête de l'opération. Il envoya le colonel Gilbert M. Dorland à la base de Sandia pour évaluer les efforts d'ingénierie qui y étaient déployés. Dorland a finalement réuni un groupe d'une soixantaine de jeunes officiers de l'armée, surnommés plus tard les « pionniers de Sandia », pour superviser la fabrication des bombes atomiques. Dorland a également établi une école de formation aux armes nucléaires sur la base de Sandia.

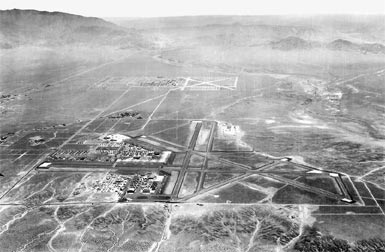
La base aérienne de l'armée de Kirtland (aujourd'hui base aérienne de Kirtland) est visible au premier plan sur cette photographie de 1945. En regardant vers l'est, la base de Sandia est en arrière-plan.

Les pionniers ont appris comment assembler des bombes atomiques et comment les charger sur des avions pour des missions à longue portée. Les avions utilisés pour ces missions d'entraînement étaient des bombardiers Boeing B-29 Superfortress similaires à ceux qui ont effectué les premières missions atomiques au-dessus du Japon en 1945. Les Pioneers et le 509e Bombardment Group (successeur du 509e Composite Group qui a effectué les missions de 1945) ont effectué les missions d'entraînement de Kirtland AFB à Wendover, dans l'Utah. Le 509e était stationné à la base aérienne de Walker, près de Roswell, au Nouveau-Mexique.
Le 12 avril 1950, un B-29 du 509e Bombardment Group s'écrase sur la base de Sandia peu après le décollage. Treize membres d'équipage ont été tués. La version officielle du crash indiquait que le B-29 effectuait un vol d'entraînement à la navigation de routine. L'armée de l'air a précisé que le B-29 avait décollé de la base aérienne de Walker et atterri à la base aérienne de Kirtland pour faire le plein.
À la base de Sandia, les pionniers ont travaillé avec le laboratoire de Sandia et l'AEC pour perfectionner la conception, l'assemblage, le stockage et la livraison des armes atomiques. En 1948, les Pioneers ont soutenu l'opération Sandstone, la série d'essais atmosphériques sur l'atoll d'Eniwetok dans les îles Marshall.
La série de tests Sandstone a été un succès, mais la logistique, la météo, la sécurité et la sûreté ont suggéré la nécessité d'un site de test continental. L’AFSWP a donc mené une étude top secrète, baptisée Projet Nutmeg, pour rechercher un tel site. En 1950, l'AFSWP a conclu que le champ de tir et de bombardement de l'armée de l'air de Las Vegas, dans le Nevada, était le bon endroit. Le président Truman a approuvé l'emplacement, connu sous le nom de Frenchman Flat.
Le premier essai atomique continental d’après-guerre a été réalisé le 27 janvier 1951. Une arme assemblée à la base de Sandia a été larguée depuis un bombardier Boeing B-50 Superfortress (modèle « D »). Par la suite, quelque 927 essais nucléaires atmosphériques et souterrains ont eu lieu sur ce qui est aujourd'hui connu sous le nom de site d'essais du Nevada.
Un détachement aéronaval de onze avions affecté à la base de Sandia en juin 1949 a été successivement rebaptisé Naval Air Special Weapons Facility (NASWF) en août 1952, Naval Nuclear Ordnance Evaluation Unit (NNOEU) en 1958 et Naval Weapons Evaluation Facility (NWEF) en mars 1961. La NWEF cesse ses opérations d'essais en vol en septembre 1992. Suite aux accidents à bord de l’USS Oriskany en 1966 et Forrestal en 1967, la NWEF a appliqué des protocoles de sécurité nucléaire permettant de ranger, manipuler, transporter, assembler, démonter, précharger, charger, décharger, armer, désarmer, réarmer et livrer en toute sécurité des munitions d'aviation non nucléaires, notamment des bombes, des torpilles, des mines navales, des missiles et des munitions conventionnelles.
En 1959, l'AFSWP ayant été rebaptisée Agence de soutien atomique de la défense (DASA), la base de Sandia a été désignée quartier général du commandement de terrain, DASA. Au cours des douze années suivantes, le commandement sur le terrain était dirigé par des officiers de l'armée de terre, de la marine et de l'armée de l'air sur ce site.
Le personnel de la base de Sandia a été envoyé pour porter assistance sur deux incidents majeurs impliquant la perte et la récupération d'armes nucléaires dans les années 1960. En 1966, un bombardier Boeing B-52 Stratofortress et un avion ravitailleur Boeing KC-135 Stratotanker sont entrés en collision en plein vol au-dessus de la mer Méditerranée, au large des côtes espagnoles. Cet événement, couramment appelé l’incident de Palomares, a impliqué la perte des quatre armes nucléaires, dont trois ont été retrouvées sur terre près du village de pêcheurs de Palomares en Espagne. Le quatrième a été retrouvé dans la mer après de longues recherches. Le deuxième incident s'est produit en 1968 lorsqu'un bombardier B-52 s'est écrasé près de Thulé, au Groenland. Trois armes atomiques ont été récupérées, une quatrième serait toujours dans l'océan.
La base de Sandia a accueilli le président John F. Kennedy le 7 décembre 1962. Le 17 avril 1966, le vice-président Hubert H. Humphrey a visité les installations de la base de Sandia.

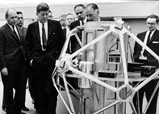
Le président Kennedy inspecte un satellite qui détectant les essais atomiques atmosphériques lors de sa visite à la base de Sandia le 7 décembre 1962.

En 1971, la DASA a été rebaptisée Agence nucléaire de défense. Les activités sont restées à la base de Sandia, qui a été fusionnée avec la base aérienne de Kirtland. L’Agence de Défense Nucléaire a été abolie le 1er octobre 1998, et ses fonctions ont été transférées à la nouvelle Agence de réduction des menaces de défense (DTRA).

## Laboratoires nationaux de Sandia
Après le déménagement vers la base de Sandia, la division Z du laboratoire de Los Alamos s'est agrandie jusqu'à atteindre près de 500 personnes et est devenue une branche distincte de Los Alamos le 1er avril 1948. Nommée Sandia Laboratory, l'organisation a continué de croître jusqu'à compter environ 1 000 employés à la mi-1948[réf. nécessaire].
L'Université de Californie, gestionnaire de longue date de Los Alamos, a indiqué qu'elle ne souhaitait plus être impliquée dans l’ingénierie et le développement des armes nucléaires. Ainsi, en 1949, la branche de fabrication d'AT&T, Western Electric, accepta le rôle de gestionnaire de la base. AT&T a conservé le contrat jusqu'en 1993, date à laquelle Martin Marietta (aujourd'hui Lockheed Martin) a pris le relais. La base Sandia est devenue Sandia National Laboratories en 1979. Elle exploite désormais des installations à Albuquerque et à Livermore, en Californie. L’organisation continue de s’étendre à de nouveaux domaines de recherche, tels que les sources d’énergie renouvelables.

## Base de Manzano
En août 1947, le Denver Post a publié un article affirmant que l'armée construisait une base secrète composée d'immenses structures à des fins de défense contre les armes atomiques. L’article a déclaré que la nouvelle base se trouvait dans les montagnes Manzano, au sud-est de la base de Sandia. L'armée a réagi en publiant une déclaration selon laquelle les opérations et la construction près de la base de Sandia étaient top secrètes. En réalité, l’AFSWP construisait l’une des nombreuses bases du pays qui seraient utilisées pour le stockage d’armes nucléaires. L'AFSWP a donné à la base le nom de code « Site Able ».
La construction du site Able a été retardée par une grève au cours de laquelle les ouvriers ont exigé une augmentation de 25 cents par heure de leur salaire minimum de 1,75 $ par heure.
Le 22 février 1952, le site d'Able, désormais achevé, fut rebaptisé base de Manzano et transféré au contrôle opérationnel de l'armée de l'air. L’article du Denver Post était apparemment correct. Ce qui semblait être un complexe de bunkers sécurisés était visible depuis des zones civiles localisées autour de la base, comme le camping Coyote Canyon. L'armée n'a cependant jamais officiellement confirmé la nature des activités menées à la base de Manzano. À un moment donné, un porte-parole militaire a déclaré que la base de Manzano n'avait rien à voir avec la base de Sandia. Manzano a depuis été identifié comme le premier des six sites de stockage nationaux (NSS) pour les armes nucléaires. Les autres installations NSS similaires à Manzano étaient : le site Baker à la base de Killeen, adjacent à la base aérienne de Gray et à Fort Hood, au Texas ; le site Charlie à la base aérienne de Campbell et adjacent à Fort Campbell (Tennessee et Kentucky) ; le site Dog à la base de Bossier, adjacent à la base aérienne de Barksdale, en Louisiane ; la base de Lake Mead, adjacente à la base aérienne de Nellis, au Nevada ; et la base de Medina, adjacente à la base aérienne de Lackland, au Texas.
Le 1er juillet 1971, la base de Manzano a été fusionnée, avec la base de Sandia, pour former la base aérienne de Kirtland.

## Autres incidents sur la base de Sandia
Le 8 mars 1950, un incendie d'origine indéterminée ravagea la palissade de la base de Sandia, tuant quatorze hommes. Plusieurs officiers et pompiers militaires ont été grièvement blessés.
Le 22 mai 1957, un B-36 transportant une arme nucléaire de Biggs AFB à Kirtland AFB a largué sa cargaison à l'approche de Kirtland AFB. L'arme a touché le sol à 4,5 miles au sud de la tour de contrôle de Kirtland et à 0,3 miles à l'ouest de la base de Sandia. L'arme a été complètement détruite à l’impact, créant un cratère de 4 m de profondeur et de 8 m de diamètre. La contamination radioactive au bord du cratère s'élevait à 0,5 milliroentgen.

## La communauté Sandia
En raison de la présence du Projet d'armes spéciales des forces armées, la base de Sandia comptait du personnel militaire de tous les corps, ainsi que des employés civils du ministère de la Défense. Le laboratoire de Sandia a amené civils et militaires à se côtoyer dans la communauté de la base.
Bien que la majeure partie de la base soit top secrète, le reste de la base ressemblait à des installations militaires banales. Dans les années 1950, il existait une micro-ville où plusieurs milliers d’américains pouvaient vivre, faire leurs courses, aller à l’école, se divertir et aller à la messe. L'armée était chargée de gérer ces parties de la base.
Des logements pour les familles des militaires existaient dans trois zones de la base de Sandia. Dans le coin sud-ouest de la base se trouvait une zone de logements, connue sous le nom de Zia Park. Du côté nord-ouest de la base se trouvait une seconde zone d'habitation, connue sous le nom de Pershing Park. Cette zone s'étendait du boulevard Wyoming jusqu'à la porte de l'avenue Gibson. À l'est du boulevard Wyoming se trouvait une troisième zone d'habitation, connue officieusement sous le nom de « The Loops », car les rues étaient circulaires et portaient des noms tels que 10th Loop, 11th Loop, etc.
On pensait autrefois que Zia Park abritait un complexe d’entraînement à la guerre chimique, cependant la seule preuve suggérant ceci était une vieille carte dessinée à la main identifiant cette zone comme une zone d'entraînement à la guerre chimique. Aucune autre carte enregistrée n'a identifié cette zone comme ceci. Le personnel de la KAFB pensait que ce site avait été utilisé pendant la Seconde Guerre mondiale, comme site d'entraînement possible au gaz lacrymogène.
Il y avait deux écoles sur la base. L'école élémentaire Sandia Base se trouvait sur Wyoming Boulevard entre Pershing Park et The Loops, tandis que l'école élémentaire Wherry était située à Zia Park. Les deux écoles étaient, et sont toujours, gérées par le système scolaire public d'Albuquerque. Les enfants les plus âgés de la base de Sandia fréquentaient le lycée Van Buren Junior, juste à l'extérieur de la base, et le lycée Highland dans le sud-est d'Albuquerque.
La base de Sandia disposait d'un club d'officiers, d'un club de sous-officiers, d'un commissariat, d'un centre d'échange, d'un cinéma, d'une piscine, d'une bibliothèque et d'un club pour adolescents. Elle disposait également d'un club pour les employés civils. Il y avait deux chapelles, un hôpital et une école maternelle sur la base.

## Fusion avec la base aérienne de Kirtland
À partir du 1er juillet 1971, la base de Sandia et la base de Manzano ont été intégrées à la base aérienne de Kirtland, située à proximité immédiate à l'ouest. Cette réorganisation s'est opérée en parallèle avec la transformation de la DASA en Agence nucléaire de défense. L'armée de l'air a alors assumé la responsabilité d'héberger le programme d'armes nucléaires militaires du pays.